# Lijst van planetoïden 114701-114800
Dit is een lijst van planetoïden 114701-114800 in volgorde van catalogusnummer van het Minor Planet Center. Voor de volledige lijst zie de lijst van planetoïden.
| Naam                  | Voorlopige naamgeving | Datum ontdekking | Locatie ontdekking | Ontdekker                       |
| --------------------- | --------------------- | ---------------- | ------------------ | ------------------------------- |
| (114701) -            | 2003 FQ116            | 23 maart 2003    | Kitt Peak          | Spacewatch                      |
| (114702) -            | 2003 FU119            | 26 maart 2003    | Anderson Mesa      | LONEOS                          |
| (114703) North Dakota | 2003 FA120            | 24 maart 2003    | Goodricke-Pigott   | V. Reddy                        |
| (114704) -            | 2003 FO121            | 25 maart 2003    | Anderson Mesa      | LONEOS                          |
| (114705) Tamayo       | 2003 FP124            | 30 maart 2003    | Kitt Peak          | M. W. Buie                      |
| (114706) -            | 2003 GB1              | 1 april 2003     | Socorro            | LINEAR                          |
| (114707) -            | 2003 GC1              | 1 april 2003     | Anderson Mesa      | LONEOS                          |
| (114708) -            | 2003 GD4              | 1 april 2003     | Socorro            | LINEAR                          |
| (114709) -            | 2003 GU5              | 1 april 2003     | Socorro            | LINEAR                          |
| (114710) -            | 2003 GX7              | 3 april 2003     | Anderson Mesa      | LONEOS                          |
| (114711) -            | 2003 GC9              | 2 april 2003     | Socorro            | LINEAR                          |
| (114712) -            | 2003 GF9              | 2 april 2003     | Socorro            | LINEAR                          |
| (114713) -            | 2003 GN14             | 2 april 2003     | Palomar            | NEAT                            |
| (114714) -            | 2003 GC15             | 4 april 2003     | Kitt Peak          | Spacewatch                      |
| (114715) -            | 2003 GL15             | 3 april 2003     | Anderson Mesa      | LONEOS                          |
| (114716) -            | 2003 GH17             | 6 april 2003     | Socorro            | LINEAR                          |
| (114717) -            | 2003 GD18             | 4 april 2003     | Kitt Peak          | Spacewatch                      |
| (114718) -            | 2003 GN23             | 4 april 2003     | Anderson Mesa      | LONEOS                          |
| (114719) -            | 2003 GW30             | 8 april 2003     | Kitt Peak          | Spacewatch                      |
| (114720) -            | 2003 GZ30             | 8 april 2003     | Socorro            | LINEAR                          |
| (114721) -            | 2003 GG32             | 8 april 2003     | Socorro            | LINEAR                          |
| (114722) -            | 2003 GN33             | 3 april 2003     | Cerro Tololo       | Deep Lens Survey                |
| (114723) -            | 2003 GU34             | 7 april 2003     | Kitt Peak          | Spacewatch                      |
| (114724) -            | 2003 GK36             | 5 april 2003     | Socorro            | LINEAR                          |
| (114725) Gordonwalker | 2003 GW36             | 6 april 2003     | Anderson Mesa      | LONEOS                          |
| (114726) -            | 2003 HE1              | 21 april 2003    | Catalina           | CSS                             |
| (114727) -            | 2003 HG3              | 24 april 2003    | Anderson Mesa      | LONEOS                          |
| (114728) -            | 2003 HP3              | 24 april 2003    | Anderson Mesa      | LONEOS                          |
| (114729) -            | 2003 HA6              | 25 april 2003    | Nashville          | R. Clingan                      |
| (114730) -            | 2003 HH6              | 25 april 2003    | Kitt Peak          | Spacewatch                      |
| (114731) -            | 2003 HN7              | 24 april 2003    | Anderson Mesa      | LONEOS                          |
| (114732) -            | 2003 HT8              | 24 april 2003    | Anderson Mesa      | LONEOS                          |
| (114733) -            | 2003 HX8              | 24 april 2003    | Anderson Mesa      | LONEOS                          |
| (114734) -            | 2003 HA9              | 24 april 2003    | Anderson Mesa      | LONEOS                          |
| (114735) Irenemagni   | 2003 HP9              | 24 april 2003    | Campo Imperatore   | CINEOS                          |
| (114736) -            | 2003 HZ10             | 25 april 2003    | Kitt Peak          | Spacewatch                      |
| (114737) -            | 2003 HX11             | 25 april 2003    | Anderson Mesa      | LONEOS                          |
| (114738) Melissa      | 2003 HQ12             | 23 april 2003    | Campo Imperatore   | CINEOS                          |
| (114739) Tripodi      | 2003 HR12             | 23 april 2003    | Campo Imperatore   | CINEOS                          |
| (114740) Luigitatto   | 2003 HB14             | 25 april 2003    | Campo Imperatore   | CINEOS                          |
| (114741) -            | 2003 HH14             | 26 april 2003    | Socorro            | LINEAR                          |
| (114742) -            | 2003 HJ16             | 24 april 2003    | Socorro            | LINEAR                          |
| (114743) -            | 2003 HL20             | 24 april 2003    | Anderson Mesa      | LONEOS                          |
| (114744) -            | 2003 HU20             | 24 april 2003    | Anderson Mesa      | LONEOS                          |
| (114745) -            | 2003 HD21             | 25 april 2003    | Kitt Peak          | Spacewatch                      |
| (114746) -            | 2003 HN21             | 26 april 2003    | Haleakala          | NEAT                            |
| (114747) -            | 2003 HH27             | 27 april 2003    | Anderson Mesa      | LONEOS                          |
| (114748) -            | 2003 HC28             | 26 april 2003    | Haleakala          | NEAT                            |
| (114749) -            | 2003 HR29             | 28 april 2003    | Anderson Mesa      | LONEOS                          |
| (114750) -            | 2003 HP40             | 29 april 2003    | Socorro            | LINEAR                          |
| (114751) -            | 2003 HN41             | 29 april 2003    | Haleakala          | NEAT                            |
| (114752) -            | 2003 HW41             | 29 april 2003    | Haleakala          | NEAT                            |
| (114753) -            | 2003 HP42             | 28 april 2003    | Nogales            | M. B. Schwartz, P. R. Holvorcem |
| (114754) -            | 2003 HX42             | 29 april 2003    | Reedy Creek        | J. Broughton                    |
| (114755) -            | 2003 HP44             | 28 april 2003    | Kitt Peak          | Spacewatch                      |
| (114756) -            | 2003 HC45             | 29 april 2003    | Socorro            | LINEAR                          |
| (114757) -            | 2003 HG45             | 29 april 2003    | Socorro            | LINEAR                          |
| (114758) -            | 2003 HD46             | 28 april 2003    | Anderson Mesa      | LONEOS                          |
| (114759) -            | 2003 HS46             | 28 april 2003    | Socorro            | LINEAR                          |
| (114760) -            | 2003 HY46             | 28 april 2003    | Socorro            | LINEAR                          |
| (114761) -            | 2003 HN47             | 29 april 2003    | Anderson Mesa      | LONEOS                          |
| (114762) -            | 2003 HE54             | 24 april 2003    | Anderson Mesa      | LONEOS                          |
| (114763) -            | 2003 JF1              | 1 mei 2003       | Kitt Peak          | Spacewatch                      |
| (114764) -            | 2003 JJ1              | 1 mei 2003       | Socorro            | LINEAR                          |
| (114765) -            | 2003 JO1              | 1 mei 2003       | Socorro            | LINEAR                          |
| (114766) -            | 2003 JW2              | 2 mei 2003       | Socorro            | LINEAR                          |
| (114767) -            | 2003 JE11             | 2 mei 2003       | Reedy Creek        | J. Broughton                    |
| (114768) -            | 2003 JH12             | 5 mei 2003       | Kitt Peak          | Spacewatch                      |
| (114769) -            | 2003 JM13             | 6 mei 2003       | Kitt Peak          | Spacewatch                      |
| (114770) -            | 2003 JR14             | 1 mei 2003       | Kitt Peak          | Spacewatch                      |
| (114771) -            | 2003 JB17             | 10 mei 2003      | Reedy Creek        | J. Broughton                    |
| (114772) -            | 2003 KD4              | 24 mei 2003      | Reedy Creek        | J. Broughton                    |
| (114773) -            | 2003 KE4              | 24 mei 2003      | Reedy Creek        | J. Broughton                    |
| (114774) -            | 2003 KZ13             | 27 mei 2003      | Socorro            | LINEAR                          |
| (114775) -            | 2003 KF14             | 25 mei 2003      | Kitt Peak          | Spacewatch                      |
| (114776) -            | 2003 MJ               | 20 juni 2003     | Reedy Creek        | J. Broughton                    |
| (114777) -            | 2003 MG2              | 23 juni 2003     | Anderson Mesa      | LONEOS                          |
| (114778) -            | 2003 ML2              | 22 juni 2003     | Anderson Mesa      | LONEOS                          |
| (114779) -            | 2003 MQ2              | 25 juni 2003     | Haleakala          | NEAT                            |
| (114780) -            | 2003 MD3              | 25 juni 2003     | Socorro            | LINEAR                          |
| (114781) -            | 2003 ML4              | 25 juni 2003     | Socorro            | LINEAR                          |
| (114782) -            | 2003 MB6              | 26 juni 2003     | Socorro            | LINEAR                          |
| (114783) -            | 2003 ME6              | 26 juni 2003     | Socorro            | LINEAR                          |
| (114784) -            | 2003 MF6              | 26 juni 2003     | Haleakala          | NEAT                            |
| (114785) -            | 2003 MH6              | 26 juni 2003     | Haleakala          | NEAT                            |
| (114786) -            | 2003 MR6              | 26 juni 2003     | Socorro            | LINEAR                          |
| (114787) -            | 2003 MX9              | 29 juni 2003     | Reedy Creek        | J. Broughton                    |
| (114788) -            | 2003 MA10             | 29 juni 2003     | Reedy Creek        | J. Broughton                    |
| (114789) -            | 2003 MT10             | 26 juni 2003     | Socorro            | LINEAR                          |
| (114790) -            | 2003 MS11             | 27 juni 2003     | Socorro            | LINEAR                          |
| (114791) -            | 2003 ML12             | 29 juni 2003     | Socorro            | LINEAR                          |
| (114792) -            | 2003 MT12             | 30 juni 2003     | Socorro            | LINEAR                          |
| (114793) -            | 2003 NK1              | 1 juli 2003      | Socorro            | LINEAR                          |
| (114794) -            | 2003 NM1              | 1 juli 2003      | Socorro            | LINEAR                          |
| (114795) -            | 2003 NP1              | 2 juli 2003      | Socorro            | LINEAR                          |
| (114796) -            | 2003 NO2              | 3 juli 2003      | Reedy Creek        | J. Broughton                    |
| (114797) -            | 2003 NL3              | 4 juli 2003      | Anderson Mesa      | LONEOS                          |
| (114798) -            | 2003 NW3              | 3 juli 2003      | Kitt Peak          | Spacewatch                      |
| (114799) -            | 2003 NP6              | 8 juli 2003      | Anderson Mesa      | LONEOS                          |
| (114800) -            | 2003 NM7              | 8 juli 2003      | Anderson Mesa      | LONEOS                          |